# 田中利則

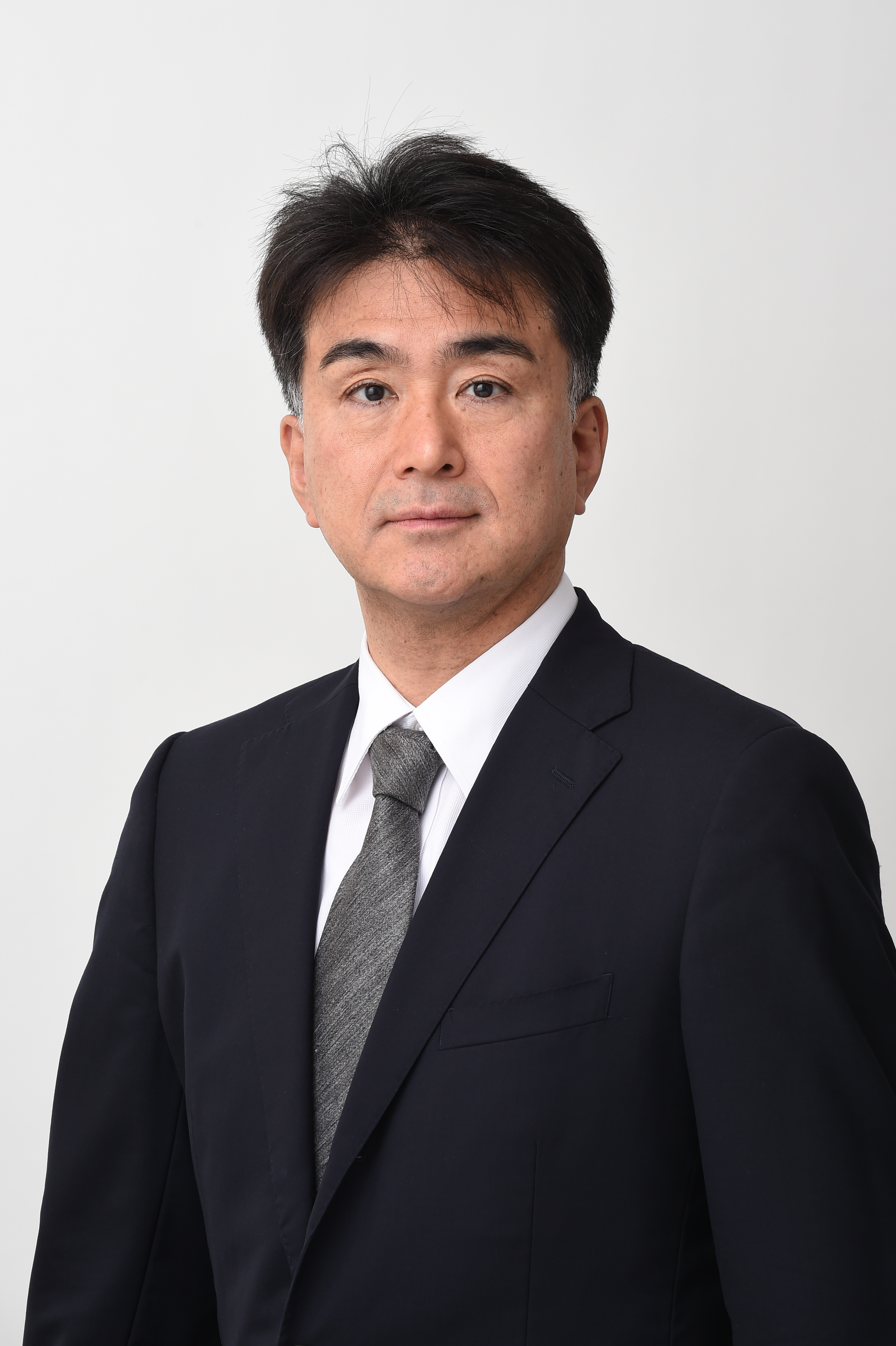
防衛省統合幕僚監部ウェブページより（2023年）

田中 利則（たなか としのり、1967年8月 – ）は、日本の防衛官僚。

## 人物
福島県出身。福島県立安積高等学校を経て、中央大学法学部卒業。

## 略歴
出典:
- 1990年：防衛庁入庁　経理局施設課
- 2008年：防衛大臣秘書官
- 2009年：大臣官房企画官
- 2011年：防衛政策局調査課戦略情報分析室長
- 2012年：沖縄防衛局企画部長
- 2014年：防衛政策局防衛計画課長
- 2015年：内閣官房内閣参事官（国家安全保障局）
- 2018年：大臣官房審議官
- 2019年：沖縄防衛局長
- 2021年：大臣官房審議官
- 2022年：防衛省地方協力局次長
- 2023年：統合幕僚監部総括官
- 2024年：防衛省地方協力局長
- 2025年：内閣官房副長官補兼国家安全保障局次長[3]